# 랄랄 (오스트레일리아)

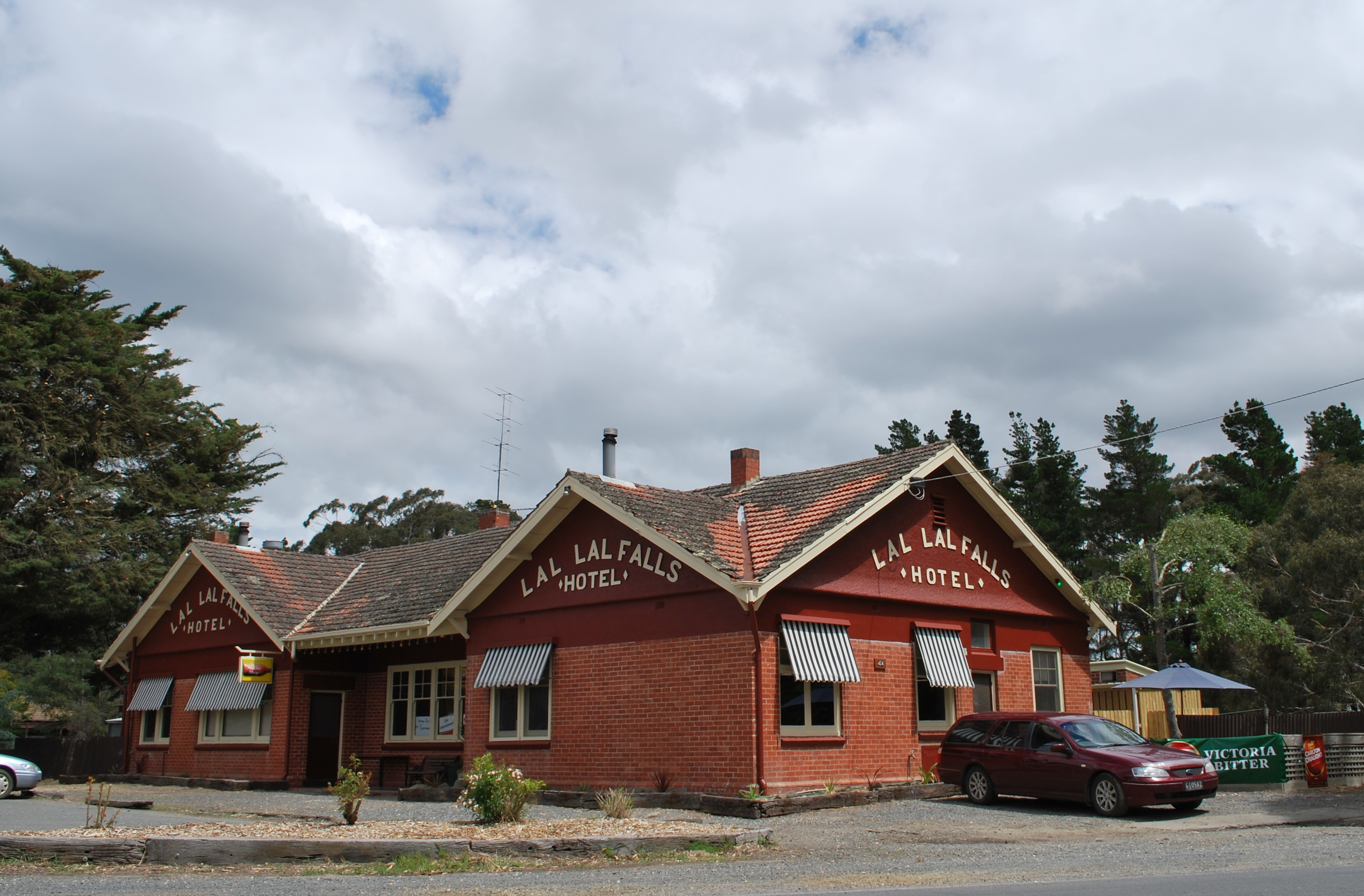
랄랄 폴스 호텔

랄랄(Lal Lal)은 오스트레일리아 빅토리아주의 도시이다. 이 마을은 주도인 멜버른에서 서쪽으로 108km(67마일) 떨어진 무라불 샤이어(Shire of Moorabool)와 질롱-밸러랫(Geelong-Ballarat) 철도 노선에 위치해 있다. 2016년 인구 조사에 따르면 랄랄과 주변 지역의 인구는 476명이었다.
랄랄 폭포와 무라불 강의 랄랄 저수지는 마을의 북동쪽과 동쪽에 있다.